# Apollo 440

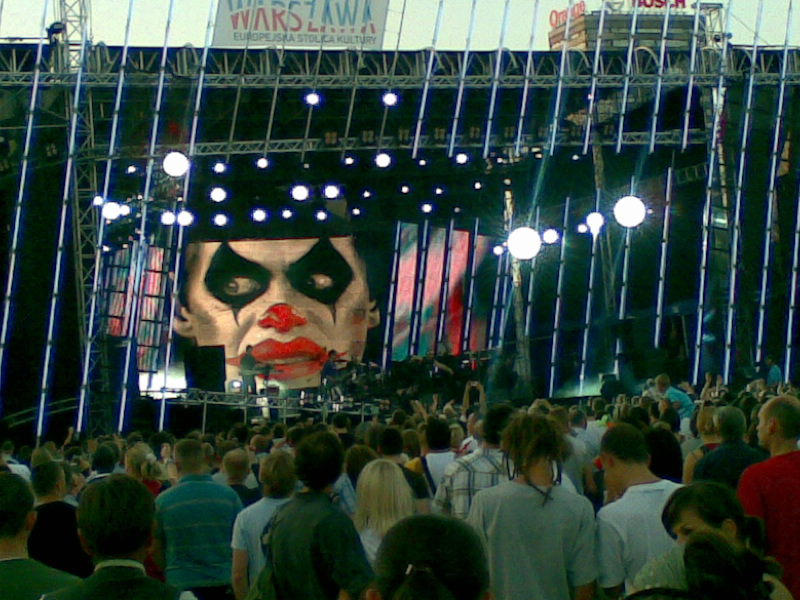
Stage, Orange Warsaw Festival 2008

Gli Apollo 440 (chiamati anche Apollo Four Forty o @440) sono un gruppo musicale synth rock britannico formatosi nel 1990 a Liverpool dai fratelli Trevor e Howard Gray con Noko e James Gardner.
Tutti i membri cantano e in ogni canzone aggiungono un gran campionario di suoni elettronici. Il loro nome deriva dal dio greco Apollo e dalla frequenza del la4 (La usato per accordare gli strumenti e che vibra a 440 Hz, che a sua volta secondo la notazione anglofona e tedesca si annota con la lettera 'A').

## Discografia

### Album
- 1994 - Millennium Fever
- 1997 - Electro Glide in Blue
- 1999 - Gettin' High on Your Own Supply
- 2003 - Dude Descending a Staircase
- 2012 - The Future's What It Used to Be

### Singoli
- 1991 - Lolita
- 1991 - Destiny
- 1992 - Blackout
- 1993 - Rumble E.P.
- 1994 - Astral America
- 1994 - Liquid Cool
- 1995 - (Don't Fear) The Reaper
- 1996 - Krupa
- 1997 - Ain't Talkin' 'bout Dub
- 1997 - Raw Power
- 1997 - Carrera Rapida
- 1998 - Rendez-Vous 98 (con Jean-Michel Jarre)
- 1998 - Lost in Space
- 1999 - Stop the Rock
- 1999 - Heart Go Boom
- 2000 - Cold Rock the Mic / Crazee Horse
- 2000 - Charlie's Angels 2000
- 2001 - Say What?
- 2003 - Dude Descending a Staircase (feat. The Beatnuts)